# Kermitaster
Kermitaster is een geslacht van zeesterren uit de familie Goniasteridae.				

## Soort
- Kermitaster pacificus H.E.S. Clark, 2001